# Lijst van burgemeesters van Boezinge
Dit is een lijst van burgemeesters van Boezinge, een Belgische gemeente in de provincie West-Vlaanderen, tot de  fusie met Ieper in 1977. De gemeente kende de volgende burgemeesters:
- Joseph-Florent de Thibault de Boesinghe (1754-1822)
- Placide de Thibault de Boesinghe (1792-1874)
- Louis-Bruno de Thibault de Boesinghe (1819-1903)
- Ernest de Thibault de Boesinghe (1854-1929)
- Roger de Thibault de Boesinghe (1890-1982)